# Пішохід
Пішохі́д (також пі́ший або пішохо́дець) — особа, яка бере участь у дорожньому русі поза транспортними засобами і не виконує на дорозі будь-яку роботу. До пішоходів прирівнюються також особи, які рухаються в інвалідних візках без двигуна, ведуть велосипед, мопед, мотоцикл, везуть санки, візок, дитячий чи інвалідний візок.
Регулярні прогулянки пішки важливі для здоров'я людини та довкілля. Часті ходові вправи зменшують ризик ожиріння. Натомість використання автомобіля для долання коротких відстаней може спричинити до гладшання та зміни клімату через вихлопи засобів перевезення: двигуни внутрішнього згоряння працюють неефективно та дуже забруднюють довкілля під час перших хвилин роботи (холодний старт).

## Колона пішоходів

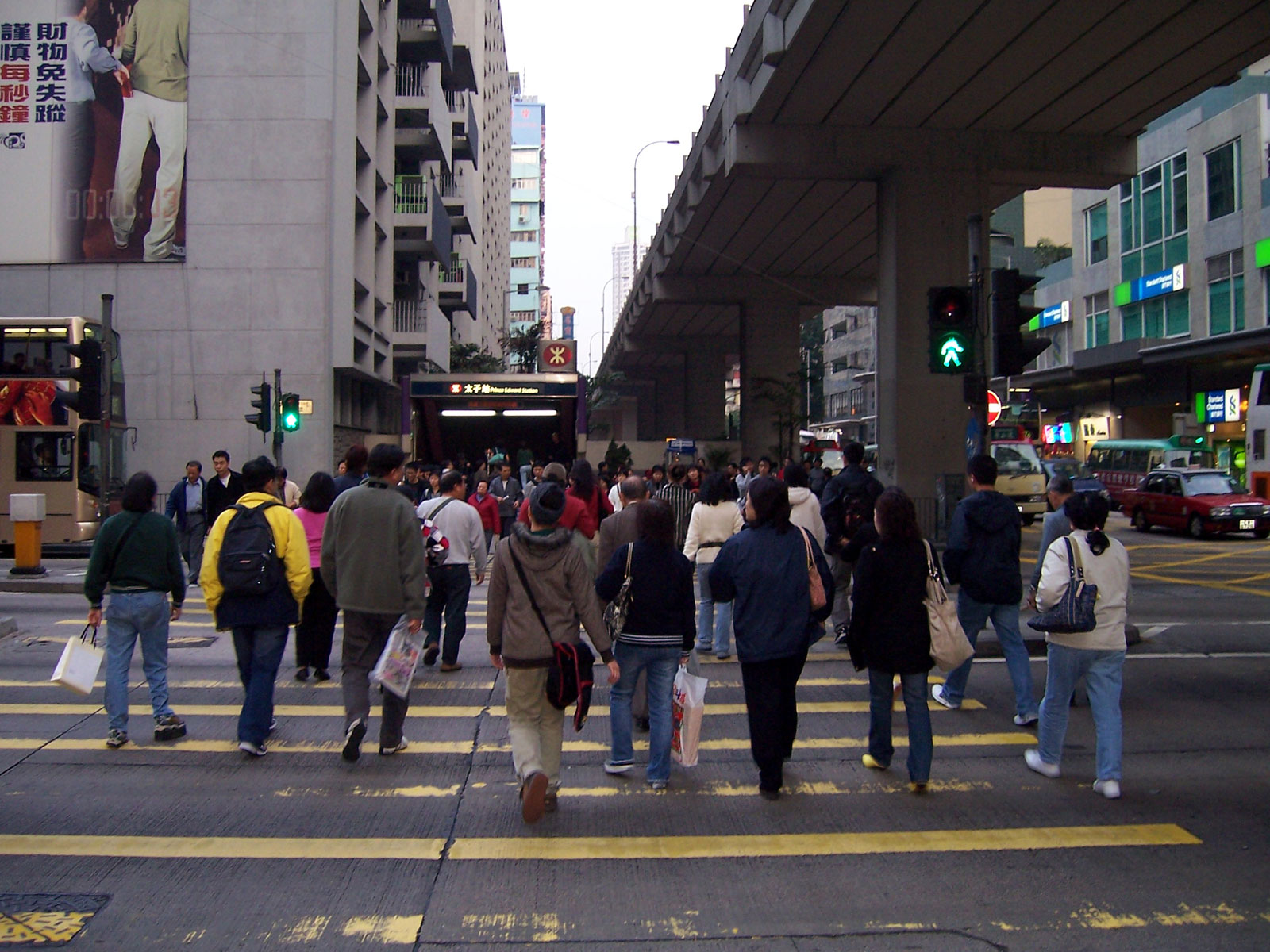
Пішоходи переходять пішохідний перехід

Коло́на пішохо́дів — організована група людей, які рухаються проїзною частиною в одному напрямку.